# 洞螈
洞螈（亦称盲螈，學名：Proteus anguinus），是一種兩棲類動物。牠棲息於第拿里阿爾卑斯山脈石灰岩溶洞的地下水脈中，分布區域從義大利第里雅斯特附近的伊松佐河盆地，穿過斯洛維尼亞南部、克羅埃西亞西南部，最遠到達赫塞哥維納。這個物種也是洞螈屬下的唯一一個種。此外，牠是歐洲唯一屬於洞螈科的生物，也是歐洲唯一一種穴居的脊索動物。

## 特徵
洞螈有著像蛇一般細長的身體，通常長度是20到30厘米，有部分個體的長度達到40厘米。牠的軀幹是圓柱狀的，粗細大致一致。在各肌節（myomere）的界線上，有間隔一致的皺紋將軀幹分成幾段。牠的尾部相對來說較短，較為扁平，且被一片薄薄的鰭包圍；四肢纤细，前肢三指，后肢二指；用鳃和肺呼吸。
這種動物最值得注意的特徵是為了適應洞窟裡的黑暗生活而作出的種種調整。例如，洞螈退化的眼隐于皮下，使牠看不見，但牠的其它感官，特別是嗅覺及聽覺，則變得更加敏銳，以補償視覺上的缺憾。此外，洞螈的皮膚中缺少色素，全体除了终生存在的三对外鰓为鲜红色外，其他部分均为白色(如在日光下饲养数月，眼和皮肤初为灰白色，后均变为黑色)。除了繁殖期外，洞螈一生中的其他時期也完全在水中度過，這點與其他兩棲類相當不同。這可能與牠幼體的特徵有關，例如牠的幼體的鰓外露，且一直留存到成年。

## 文化意義
洞螈是斯洛維尼亞自然遺產的象徵。在這個物種被發現三百年後，科學家們及廣泛大眾對此物種的熱情依然沒有衰退。由於斯洛維尼亞境內的波斯托伊納岩洞（Postojna cave）是洞螈等稀有生物的棲息地，它成為洞窟生物學（speleobiology）最早的誕生處之一。洞螈在相當大的程度上，為波斯托伊納岩洞帶來了很大的名氣，原因是斯洛維尼亞政府利用了勃興中的生態旅遊，推廣波斯托伊納及其他喀斯特地形區的觀光。在波斯托伊納岩洞的觀光路線中還包括了一趟探訪洞螈展示館（Proteus vivarium）的行程，那裡有洞窟生態系統各層面的展示。洞螈也是斯洛維尼亞托拉（Slovenian Tolar，斯洛維尼亞改用歐元前的舊貨幣）上的圖案。此外，它也恰巧與斯洛維尼亞最早的科學雜誌之一同名，該雜誌於1933年首次出版。